# Cetonia carthami aurataeformis
Cetonia carthami aurataeformis é uma subespécie de insetos coleópteros polífagos pertencente à família Cetoniidae.
A autoridade científica da subespécie é Curti, tendo sido descrita no ano de 1913.
Trata-se de uma subespécie presente no território português.